# George Mary Searle
George Mary Searle (27. lipnja 1839. – 7. srpnja 1918.), američki katolički svećenik i astronom
Otkrio je 10. rujna 1858. asteroid 55 Pandora te još šest galaktika. Poslije je ušao u pavlinski red i predavao na Katoličkom sveučilištu Amerike.
Godine 1905. objavio je zamisao o mogućoj reformi gregorijanskog kalendara. Nakana je bila da svaka nova godina počne u nedjelju, radi dosezanja cjelogodišnjeg kalendara. Običnih godina u novom bi kalendaru bilo točno 52 tjedna ili 364 dana, a veljača bi bila skraćena na 27 dana. U prijestupnim godinama bilo bi 53 tjedna ili 371 dan. Dodatni bi tjedan bio dodan kao blagdanski tjedan između travnja i svibnja. Prijestupne bi godine bile svake pete godine osim godina koje su djeljive s 50, izuzevši jednu drugu petu godinu na 400. Rezultat bi bio kalendar s 20.821 tjedan u 400 godina, jednak gregorijanskom kalendaru.

## Tekstovi
- George Mary Searle na engleskom Wikisourceu

## Vanjske poveznice
- A Possible Calendar (neaktivna poveznica)
- George Mary Searle na Findagrave.com